# Poecilopeplus corallifer
Poecilopeplus corallifer é um inseto da ordem Coleoptera e da família Cerambycidae, subfamília Cerambycinae; um besouro cujo habitat são as florestas tropicais úmidas da região neotropical; com sua distribuição no leste da América do Sul, da região sudeste (Minas Gerais e Espírito Santo) até a região sul do Brasil (Rio Grande do Sul), em habitat de Mata Atlântica. Foi descrito em 1826 pelo entomologista bávaro Jakob Sturm; este publicando sua descrição na obra Catalog meiner Insecten-Sammlung (catálogo da minha coleção de insetos) e nomeando a espécie com o nome Prionus corallifer, considerada a espécie-tipo do seu gênero (Poecilopeplus) e mimetizando sua coloração de élitros com os besouros da família Erotylidae, impalatáveis a predadores e dotados de coloração apossemática, como Erotylus histrio Fabricius, 1787.

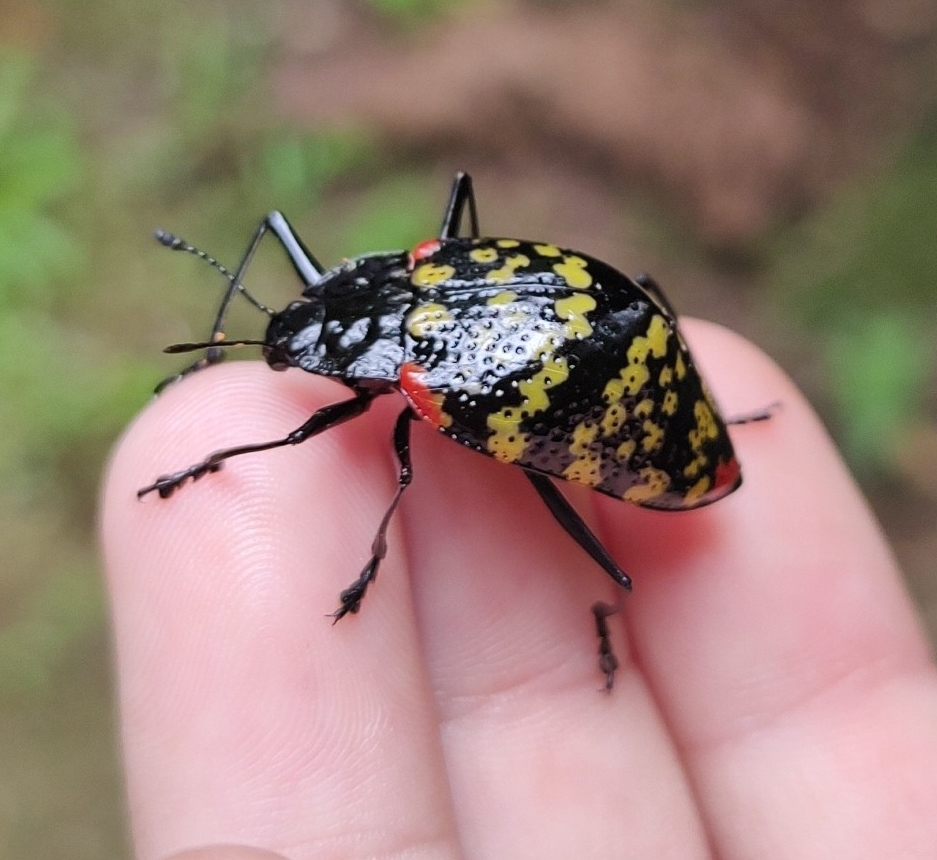
Fotografia de Erotylus histrio, erotilídeo cujo padrão de cores é mimetizado por P. corallifer.
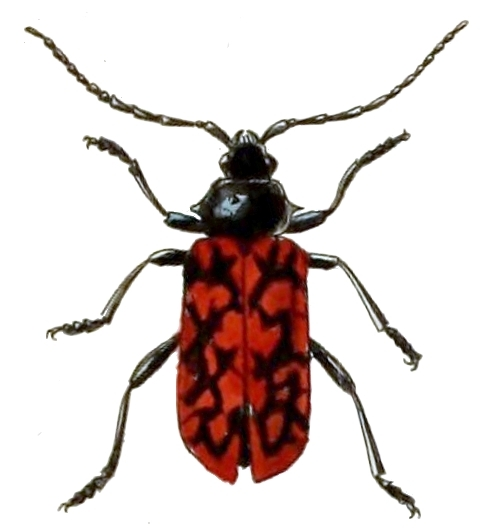
Ilustração (1835) de um P. corallifer com élitros vermelhos, mimetizando erotilídeo do gênero Erotylina.